# Figlie di Sant'Anna (Ranchi)
Le Figlie di Sant'Anna (in inglese Daughters of Saint Anne; sigla D.S.A.) sono un istituto religioso femminile di diritto pontificio.

## Storia
Le origini della congregazione risalgono al 1897, quando l'arcivescovo di Calcutta, il gesuita Paul Goethals, da cui dipendeva anche la missione di Ranchi, consentì alle prime quattro aspiranti indiane di condurre vita fraterna in comunità.
La direzione di questa comunità fu affidata inizialmente alle religiose europee dell'Istituto della Beata Vergine Maria e, dal 1903, alle suore orsoline di Tildonk: le religiose indiane divennero autonome nel 1920.
Con il consenso della congregazione di Propaganda fide, il vescovo di Ranchi emise il decreto di erezione canonica dell'istituto il 30 settembre 1950.

## Attività e diffusione
Le suore si dedicano all'educazione religiosa e scolastica della gioventù, alla direzione di orfanotrofi e pensionati per ragazze, all'assistenza ai malati in ospedali e dispensari.
Oltre che in India, sono presenti in Germania e Italia; la sede generalizia è a Ranchi.
Alla fine del 2015 l'istituto contava 1141 religiose in 140 case.